# Chloroclystis leighi
Chloroclystis leighi är en fjärilsart som beskrevs av Louis Beethoven Prout 1937. Chloroclystis leighi ingår i släktet Chloroclystis och familjen mätare. Inga underarter finns listade i Catalogue of Life.